# Остров (Гдовский район)
Остров — деревня в Гдовском районе Псковской области России. Входит в состав Самолвовской волости Гдовского района.
Расположена на юго-западе района, в 1 км от побережья Чудского озера, в 3,5 км к западу от волостного центра Самолва. Окружено болотом, подъездные пути с юга.

## Население
Численность населения деревни на 2000 год составляла 8 человек, по переписи 2002 года — 5 человек.